# إنيارا (رواية)
أنيارا (بالسويدية: Aniara: en revy om människan i tid och rum) هي قصيدة ملحمية ذات طابع خيالي علمي كتبها الأديب السويدي الحائز على جائزة نوبل في الأدب هاري مارتنسون بين عامي 1953 و1956.ترجمهل للعربية عابد اسماعيل عن دار المدى سنة 2006. تروي القصيدة مأساة مركبة فضائية ضخمة تحمل ركابًا من المستوطنين الفارين من دمار الأرض، لكنها تنحرف عن مسارها وتغادر النظام الشمسي، لتدخل في صراع وجودي في فضاء لا نهائي. تتميز القصيدة بأسلوب رمزي مبتكر وواسع، وقد استخدم مارتنسون كلمات جديدة (نيولوجيزم) لخلق أجواء علمية تخيلية.
نُشرت النسخة النهائية للقصيدة في 13 أكتوبر 1956، وقد تُرجمت منذ ذلك الحين إلى نحو عشرين لغة، كما تم تحويلها إلى أوبرا سنة 1959، وإلى فيلم سينمائي سويدي عام 2018.

## الاسم والتفسير
في نسخة سويدية صدرت عام 1997، كتب الباحث يوهان فريده أن مصطلح "أنيارا" من ابتكار مارتنسون نفسه، وقد استلهمه أثناء قراءته لعالم الفلك آرثر إدينغتون، ومنحه معنى "المجال الذي تتحرك فيه الذرات". وفقًا لتأويل آخر، فقد يكون الاسم مشتقًا من اليونانية القديمة ἀνιαρός أي "كئيب" أو "يائس".

## القصيدة
تتكون من 103 مقطع، تحكي عن سفينة فضائية كبيرة كانت متجهة إلى المريخ محملة بمستوطنين من الأرض المدمّرة. بعد حادثة اصطدام، تنحرف السفينة عن مسارها وتدخل في صراع وجودي. المقاطع الـ29 الأولى نُشرت ضمن مجموعة سيكادا عام 1953 تحت عنوان "أغنية دوريس وميما"، وقد صرح مارتنسون أنه كتبها بتأثير حلم مقلق خلال الحرب الباردة وبعد قمع الثورة الهنغارية سنة 1956.
الميما، الآلة التي تبث ذكريات ومشاهد، تمثل الفن والوعي. بعد أن ترى دمار مدينة "دوريسبورغ"، تدمر نفسها يأسًا. بعد فقدانها، يغرق الركاب في الطقوس، اللهو، والعنف.

## الترجمات
تُرجمت القصيدة إلى نحو عشرين لغة من بينها الإنجليزية والفرنسية والألمانية والعربية. من أشهر الترجمات الإنجليزية:
- Hugh MacDiarmid وE. Harley Schubert عام 1963.
- Stephen Klass وLeif Sjöberg عام 1999.[5]

أشاد بها النقاد السويديون عند صدورها. كتب بو سترومستيد في صحيفة إكسبريسن أنها "سرد شعري مذهل". أما الكاتب الأمريكي ثيودور ستورجن، فقال إنها "تفوق الرعب واليأس وتتركك في سكينة الفضاء". وقد رأى D. Bruce Lockerbie أن مارتنسون وجد في الفضاء "المسافة الجمالية اللازمة للتفكير العميق".

## الاقتباسات
- أوبرا من تأليف كارل-بيرغير بلومدال، عُرضت في ستوكهولم عام 1959.
- فيلم سويدي 2018 من إخراج بيلا كوجيرمان وهوغو ليلجا.
- عروض بلانيتاريوم فلكية مستوحاة منها في السويد منذ عام 1988.